# 帕尔梅拉
帕尔梅拉，是西班牙巴伦西亚自治区巴伦西亚省的一个市镇。总面积1平方公里，总人口618人（2001年），人口密度618人/平方公里。